# 澤列尼齊亞 (埃米利奇涅區)
50°44′55″N 28°11′19″E / 50.74861°N 28.18861°E
澤列尼齊亞（烏克蘭語：Зелениця），是烏克蘭北部的村莊，隸屬日托米爾州的茲維亞赫爾區。該村面積0.13平方公里，海拔高度215米，2001年人口162，人口密度每平方公里1,275.59人。